# Numia buxaria
Numia buxaria là một loài bướm đêm trong họ Geometridae.